# Pouteria lecythidicarpa
Pouteria lecythidicarpa är en tvåhjärtbladig växtart som beskrevs av P.E.Sánchez och Luis J. Poveda. Pouteria lecythidicarpa ingår i släktet Pouteria och familjen Sapotaceae.
Artens utbredningsområde är Costa Rica. Inga underarter finns listade i Catalogue of Life.